# Nozawa Yosuke
Yosuke Nozawa (sinh ngày 9 tháng 11 năm 1979) là một cầu thủ bóng đá người Nhật Bản.

## Sự nghiệp câu lạc bộ
Yosuke Nozawa đã từng chơi cho Shimizu S-Pulse, Albirex Niigata, Shonan Bellmare, Matsumoto Yamaga FC và Albirex Niigata Singapore.